# Billy Bean (cầu thủ bóng đá)
Alfred Samuel Bean (25 tháng 8 năm 1915 – 25 tháng 11 năm 1993), hay Alf hoặc Billy Bean, là một cầu thủ bóng đá người Anh có 171  lần ra sân ở Football League thi đấu cho Lincoln City trước và sau Thế chiến thứ hai. Ông bắt đầu sự nghiệp ở vị trí outside left, chuyển sang wing half, và chơi lùi hơn ở vị trí hậu vệ trái.